# Strikeforce: Diaz vs. Cyborg
Strikeforce: Diaz vs. Cyborg（ストライクフォース：ディアス・バーサス・サイボーグ）は、アメリカ合衆国の総合格闘技団体「Strikeforce」の大会の一つ。2011年1月29日、カリフォルニア州サンノゼのHPパビリオンで開催された。

## 大会概要
本大会ではStrikeforce世界ウェルター級タイトルマッチとStrikeforce世界ミドル級タイトルマッチが組まれた。

## 試合結果
第10試合 ライトヘビー級 5分3R
○  ホジャー・グレイシー vs.  トレヴァー・プラングリー ×
1R 4:19 チョークスリーパー
第11試合 ヘビー級 5分3R
○  ハーシェル・ウォーカー vs.  スコット・カーソン ×
1R 3:13 TKO（スタンドパンチ連打）
第12試合 Strikeforce世界ミドル級タイトルマッチ 5分5R
○  ホナウド・ジャカレイ vs.  ロビー・ローラー ×
3R 2:00 チョークスリーパー
※ジャカレイが王座の初防衛に成功。
第13試合 Strikeforce世界ウェルター級タイトルマッチ 5分5R
○  ニック・ディアス vs.  エヴァンゲリスタ・サイボーグ ×
2R 4:50 腕ひしぎ十字固め
※ディアスが王座の2度目の防衛に成功。